# IC 2602
IC 2602, también conocido como Cúmulo Theta Carinae o "Pléyades del Sur", es un cúmulo abierto situado en la constelación austral Carina (la Quilla). Fue descubierto por Nicolas Louis de Lacaille en 1751 desde Sudáfrica. 
El cúmulo se encuentra a una distancia de 479 años luz de la Tierra, y puede ser visto a simple vista. Las Pléyades del Sur tienen en conjunto una magnitud visual de 1.9, un 70% más débil que las Pléyades de Tauro, y contiene alrededor de 60 estrellas. Theta Carinae, la estrella más brillante de este cúmulo abierto, es una estrella de tercera magnitud con una magnitud de +2.74. Todas las demás estrellas integrantes del cúmulo son de quinta magnitud en adelante.  
Al igual que su contraparte del norte en Tauro, IC 2602 abarca una gran área del cielo, aproximadamente 50 minutos de arco (arcominutos), por lo que resulta mejor observado con prismáticos, o a través de telescopios con oculares gran angular.  Se piensa que IC 2602 tiene la misma edad que el cúmulo abierto IC 2391, el cual tiene una edad límite de agotamiento de Litio de unos 50 millones de años.

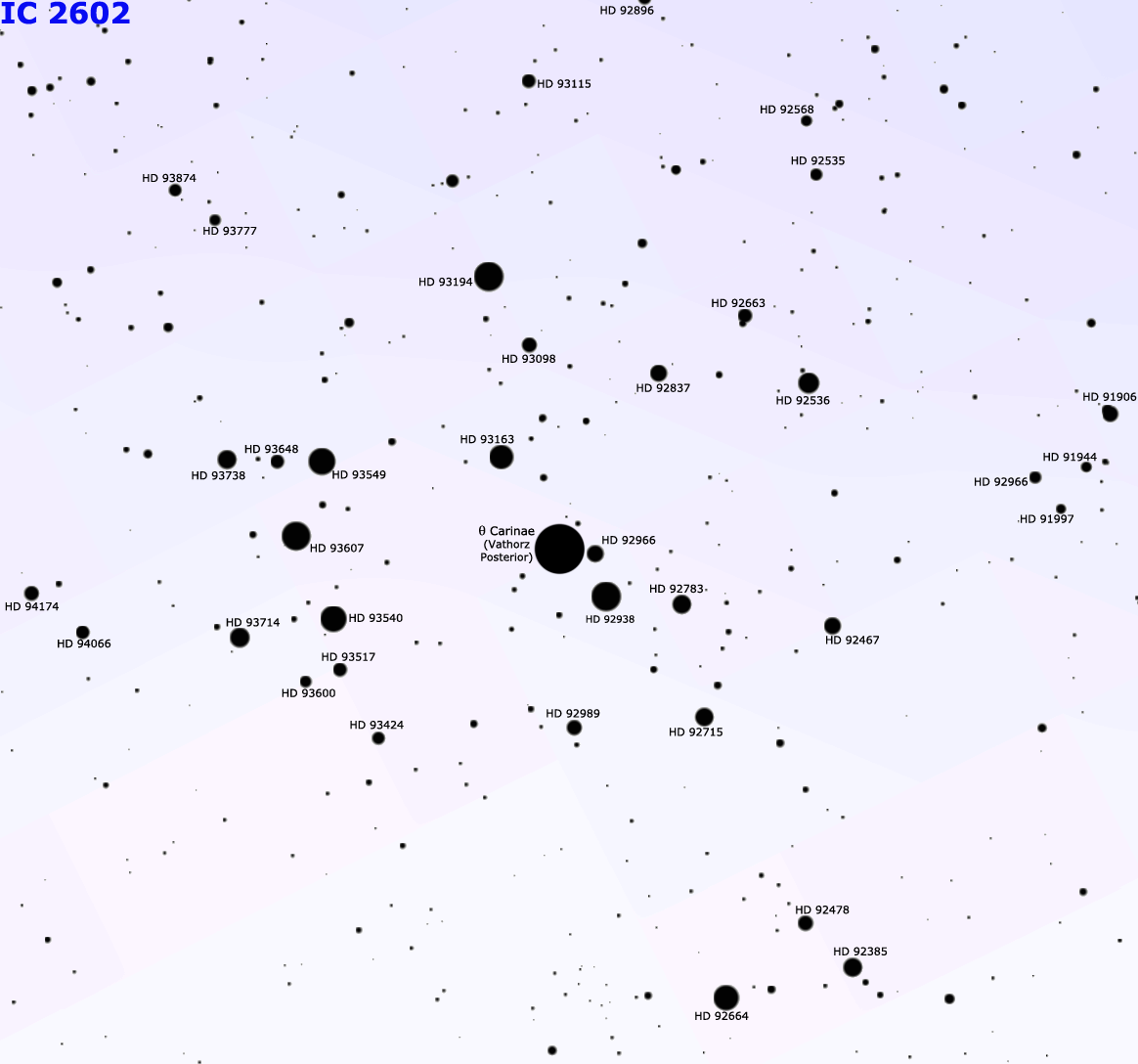
Mapa detallado del cúmulo IC 2602.

### Estrellas principales
Entre las estrellas más brillantes del cúmulo se encuentran:
- Theta Carinae de magnitud aparente 2,75
- PP Carinae de magnitud aparente 3,27
- HD 92938 de magnitud aparente 4.80
- HD 93194 de magnitud aparente 4.82
- HD 93607 de magnitud aparente 4.86
- HD 93549 de magnitud aparente 5.23
- HD 93540 de magnitud aparente 5.34
- HD 93163 de magnitud aparente 5.76